# Botanischer Garten Istanbul

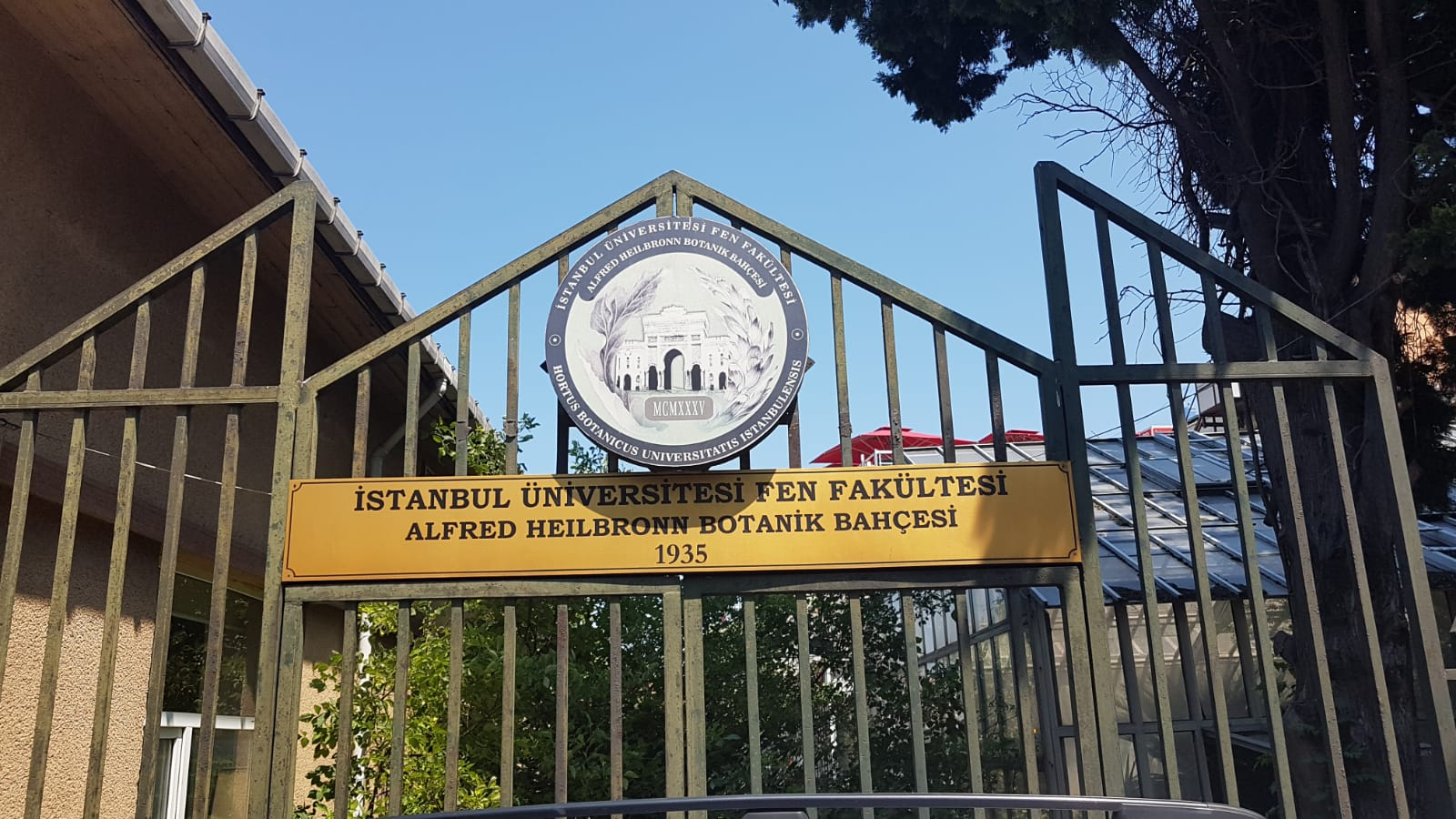
Botanischer Garten der Universität Istanbul

Der Botanische Garten Istanbul (türkische Bezeichnung: İstanbul Üniversitesi Alfred Heilbronn Botanik Bahçesi) wurde im Jahr 1931 von dem deutsch-türkischen Botaniker Alfred Heilbronn (1885–1961) in der türkischen Großstadt Istanbul gegründet.
Sein Bestand ist zurzeit (Mitte des Jahres 2018) durch den Mufti in Istanbul gefährdet.